# Propionibacterium freudenreichii
Propionibacterium freudenreichii es una especie de bacteria que se utiliza en la elaboración de quesos emmental y maasdam. Allí producen una fermentación propiónica. El dióxido de carbono que surge de esa reacción es la causa de los agujeros en los quesos. Los queseros controlan el tamaño de los agujeros al cambiar la acidez, la temperatura, y el tiempo de la mezcla de curado.
La investigación reciente se centra en posibles beneficios ocasionados por el consumo de P. freudenreichii, que se cree que puede limpiar el tracto gastrointestinal. Además de que se sugiere que la P. freudenreichii, posiblemente pueda reducir la incidencia de cáncer de colon.